# سو 4 (فلم)
سو 4 هو الجزء الرابع من سلسلة أفلام سو خرج إلى قاعات العرض السينمائية في الولايات المتحدة الأمريكية في 25 أكتوبر 2007 كما جرت العادة مع الأجزاء السابقة، هذا الجزء تم إصداره في الجمعة الذي يسبق الهالويين.

## القصة
بعد وفاة جون/ المنشار، وخلال عملية تشريح الجثة يتم العثور على الشريط الأخير (الذي ابتلعه بالجزء الثالث من الفيلم) داخل معدته، ويقدم وعدا من خلال الشريط بأن يواصل عمله رغم وفاته، وتؤدي تلك الرسالة إلى سلسلة من المهام المروعة التي يضطلع بها ريج قائد فريق SWAT، الذي يتم منحه 90 دقيقة من أجل إنقاذ المحققين ماثيو وهوفمان، الذين يتم إرسالهما لاجتياز كتل ضخمة من الجليد والكابلات ذات الفولت العالي، أو أن يختار ريج مواجهة عواقب مميتة.
ويقوم عميلان من مكتب التحقيقات الفيدرالية سترام وبيريز باقتفاء أثر ريج، ويلطخان أيديهما ببعض الدماء خلال رحلتهما على نحو غير متوقع، وتوضح سلسلة من المشاهد السابقة بعض الأحداث الهامة التي تقع بين المنشار وصديقته جيل.
ويؤدي اقتفاء أثر ريج إلى وقوع مجموعة من جرائم القتل، ويكشف المحقق هوفمان ومكتب التحقيقات الفيدرالية عن الأدلة الخفية التي تقودهم إلى جيل، الزوجة السابقة للمنشار والتي أوحت للمنشار فيما مضى بأن يكرس بقية حياته لابتكار الألغاز التي تميزه، ويتم الكشف عن أصل وسبب نشأة الشرور التي يمارسها المنشار، مما يكشف عن الخطة المشؤومة التي يدبرها لضحاياه في الماضي والحاضر والمستقبل.

## وصلات خارجية
- مقالات تستعمل روابط فنية بلا صلة مع ويكي بيانات

الموقع الرسمي